# Tanchelm
Tanchelm (místo a rok jeho narození nejsou známy, † 1115), známý také jako Tanchelm z Antverp, Tanchelijn, Tanquelin nebo Tanchelin, byl heretický potulný kazatel kritický k učení církve i vůči církvi samé. Od roku 1112 kázal v Antverpách, ve vévodství Brabantském, Flandrech a v jihozápadní oblasti dnešního Nizozemí (tzv. Seeland).
Předpokládá se, že Tanchelm byl mnich, pravděpodobně z okruhu hraběte Roberta II. Flanderského (1092–1111). Vystupoval proti církevní hierarchii, nespořádanému životu duchovních, popíral skutečnou přítomnost Ježíše Krista v Nejsvětější svátosti. Vznikly kvůli tomu bolestivé rozbroje. Tanchelm zřejmě navštívil i Řím, kde se neúspěšně pokoušel o rozšíření Thérouanneského biskupství o Šeldské ostrovy.
Traduje se, že se Tanchelm nechal uctívat až téměř zbožňovat. Říkalo se, že jeho stoupenci pili i vodu po jeho koupeli. Mnišské šaty, které měl na své cestě do Říma, odložil, začal se královsky oblékat do šatů zdobených zlatem a při svých cestách byl obklopen třemi tisíci ozbrojených mužů.[zdroj?]
V letech 1113/1114 byl krátce vězněn v Kolíně nad Rýnem, byl však propuštěn navzdory bouřlivým protestům katedrálních kněží v Utrechtu. Roku 1115 byl neznámým knězem zavražděn při jízdě po řece Šeldě.
Po jeho smrti se sice počet jeho stoupenců zmenšoval, přesto v roce 1124 cambraiský biskup Burchard povolal na pomoc zakladatele premonstrátského řádu sv. Norberta, aby proti Tanchelmovým bludům vystoupil. Norbertovi se podařilo Tanchelmovy přívržence o pravém učení církve přesvědčit, a tak situaci uklidnit .